# Corse
Corse (tiếng Pháp: Corse, IPA: [kɔʁs], phát âm tiếng Việt là Coóc hoặc Coóc-xơ; tiếng Corse: Corsica, [ˈkorsiga]) là một hòn đảo của Pháp tại Địa Trung Hải. Đảo nằm ở phía tây của Ý, phía đông nam của đại lục Pháp, và ở phía bắc đảo Sardegna của Ý. Đồi núi chiếm hai phần ba diện tích của đảo, tạo thành một dãy duy nhất.
Corse là một trong 18 vùng hay phân bộ của Pháp, song theo luật thì đây cũng là một tập thể lãnh thổ (collectivité territoriale) nên có những đặc quyền tự trị rộng lớn hơn các vùng khác tại Pháp. Về mặt hành chánh Corse được chia thành hai tỉnh, Haute-Corse và Corse-du-Sud; tỉnh lỵ của Corse-du-Sud là Ajaccio còn Bastia là lỵ sở của Haute-Corse. Hai thị trấn đó là khu vực tập trung dân chính ở Corse.
Về mặt địa lý Corse thuộc Pháp nhưng gần Ý hơn, chỉ cách biển Ligure với bán đảo Ý nên lịch sử của Corse Corse gắn liền với biến chuyển chính trị ở Ý. Nguyên thủy Corse thuộc Pisa, đến năm 1282 nhượng cho Cộng hòa Genova. Genova cai trị Corse ngót 500 năm năm 1282 đến năm 1755 thì thổ dân Corse nổi loạn đuổi quan lại Genova đi và tuyên bố độc lập, thành lập nước Cộng hòa Corse. Thời gian độc lập ngắn ngủi 15 năm thì Genova chính thức "bán" Corse cho Pháp để xóa nợ cũ. Pháp mở cuộc bình định xứ Corse từ năm 1769 và dần lập nền cai trị trên toàn đảo. Giấc mơ độc lập tuy nay đã lu mờ nhưng thổ dân Corse vẫn duy trì tiếng nói riêng và được Paris công nhận Tiếng Corse là một ngôn ngữ chính thức của vùng song hành với tiếng Pháp.
Riêng về danh nhân thì Corse đi vào lịch sử nhân loại vì đây là quê hương của Napoléon Bonaparte, sau lên ngôi làm hoàng đế nước Pháp. Ông sinh ra ở Ajaccio năm 1769. Căn nhà Casa Buonaparte của dòng họ Bonaparte nay được duy trì là nhà bảo tàng. Một nhân vật khác liên quan đến Corse là Cristoforo Colombo. Dân thị xã Calvi tin rằng người khám phá ra châu Mỹ ra đời ở đó.

## Lịch sử

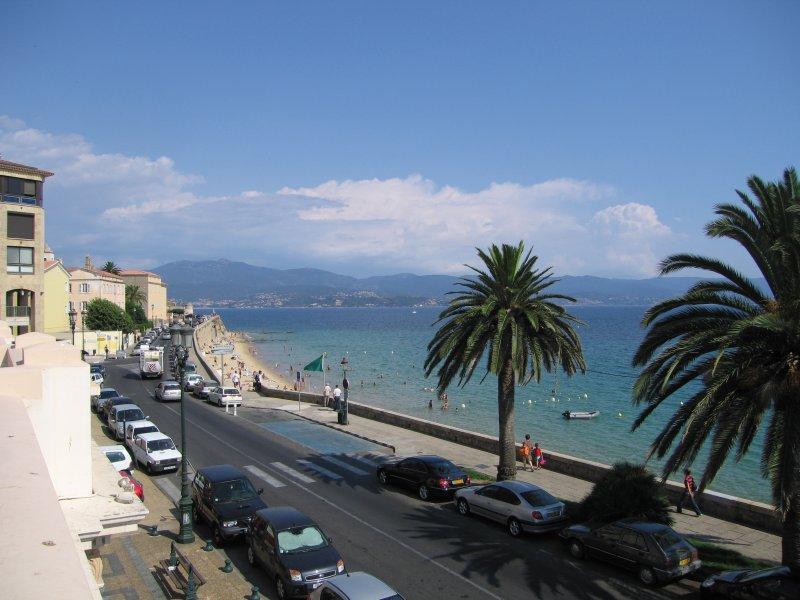
Đại lộ ven biển tại Ajaccio

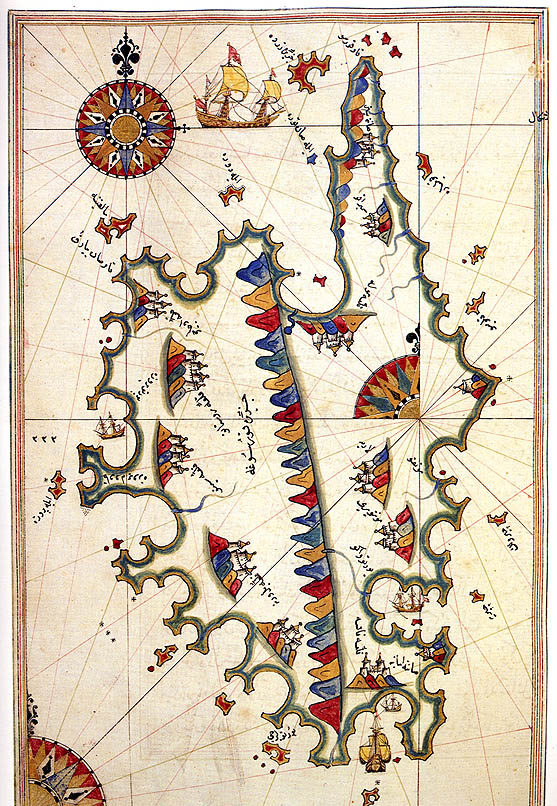
Bản đồ Corse của Piri Reis.

Con người có mặt trên đảo Corse từ thời kỳ đồ đá giữa. Họ thuộc nhóm dân cư vùng Địa Trung Hải trong suốt thời tiền sử.
Sang thời cổ đại Corse bị Carthago chiếm đóng tiếp nhận người Hy Lạp đến định cư và du nhập cả Văn minh Etrusca trước khi bị Cộng hòa La Mã sáp nhập. Corse trở thành một tỉnh của đế quốc La Mã cùng với Sardegna.
Vào thế kỷ thứ 5, Đế quốc La Mã tan rã, Corse bị các rợ như Vandal, Visigoth, Saracen, và Langobard xâm chiếm. Pepin Lùn, vua của người Frank và cha của Charlemagne, đem quân đuổi được các rợ ấy đi và dâng Corse cho Tòa Thánh của Giáo hoàng Stêphanô II. Corse thuộc giáo phận Ravenna (756).
Năm 1347 xứ Genova tiếp thu và cai trị Corse cho mãi đến năm 1729. trong thời gian gần 400 năm đó thì chỉ có một thời gian ngắn gián đoạn khi liên quân Pháp - Ottoman xâm chiếm Corsica năm 1553 nhưng rồi phải rút đi.

### Corse độc lập
Năm 1729, Cách mạng Corse nhằm giành lấy độc lập bắt đầu bùng phát. Sau 26 năm đấu tranh chống lại Cộng hòa Genova, Cộng hòa Corse độc lập đã được thành lập vào năm 1755 dưới sự lãnh đạo của Pasquale Paoli và giữ được chủ quyền cho đến năm 1769 khi bị người Pháp chinh phục. Hiến pháp đầu tiên của Corse được Paoli viết bằng tiếng Ý (ngôn ngữ văn hóa tại Corse cho đến cuối thế kỷ 19). Ông tuyên bố rằng tiếng Ý là ngôn ngữ chính thức của Corse.
Cộng hòa Corse đã không thể đuổi người Genova khỏi các căn cứ chính ở ven biển. Sau khi Pháp thất bại trong Chiến tranh Bảy năm, người Pháp đã mua Corse từ Cộng hòa Genova vào năm 1764. Sau một thông cáo và cuộc chiến tranh ngắn ngủi 1768–69, sự kháng cự của người Corse phần lớn đã chấm dứt sau trận Ponte Novu. Mặc dù gây nên cuộc khủng hoảng Corse tại Vương quốc Anh, song người Corse đã không nhận được hỗ trợ quân sự ngoại quốc nào. Corse bị hợp nhất vào Pháp từ năm 1770, đánh dấu việc Corse bị mất chủ quyền. Tuy nhiên, tình cảm dân tộc chủ nghĩa vẫn còn dâng cao.
Sau khi Cách mạng Pháp bùng nổ vào năm 1789, Pasquale Paoli đã có thể trở về Corse sau khi lưu vong tại Anh. Năm 1794, ông đã mời quân Anh dưới quyền tử tước Samuel Hood can thiệp để giải phóng Corse khỏi sự kiểm soát của Pháp. Quân Anh-Corse đã đẩy người Pháp ra khỏi đảo và lập nên một Vương quốc Anh-Corse. Sau khi Tây Ban Nha tham gia vào cuộc chiến, người Anh đã quyết định rút lui khỏi Corse vào năm 1796. Corse sau đó trở lại dưới quyền cai quản của Pháp.
Năm 1814, gần thời điểm kết thúc Các cuộc chiến tranh của Napoléon, hòn đảo lại bị người Anh xâm chiếm trong một thời gian ngắn. Hiệp ước Bastia đã thiết lập chủ quyền hoàng gia Anh đối với hòn đảo, song sau đó Tử tước Castelreagh đã bác bỏ điều này và khẳng định hòn đảo phải được trao trả lại cho một nền quân chủ phục hồi của Pháp.
Tại Corse, hận thù là một điều lệ của xã hội, theo đó người Corse được yêu cầu phải giết chết bất kỳ ai hủy hoại danh dự gia đình. Từ năm 1821 đến 1852, không dưới 4.300 vụ án mạng đã xảy ra tại Corse.

### Corse hiện đại
Sau khi Pháp sụp đổ trước Đức Quốc xã vào năm năm 1940, đảo nằm dưới sự cai quản của chính phủ Vichy. Đảo được người Ý và Lực lượng Pháp tự do giải phóng một thời gian ngắn sau thỏa thuận đình chiến giữa Ý và Đồng Minh vào năm 1943, sau đó đảo được sử dụng để làm căn cứ tấn công vùng do Đức chiếm đóng tại Ý.
Trong Thế chiến II, hòn đảo có biệt danh là "USS Corsica", do quân đội Hoa Kỳ đã lập ra 17 đường băng tại Corse để phục vụ cho việc ném bom chiến thuật tấn công các mục tiêu tại Ý. Một trong số các phi công đồn trú tại đảo là Joseph Heller, sau đó ông đã lấy những kinh nghiệm thời chiến của mình để viết nên cuốn tiểu thuyết Catch-22.
Trong cuộc khủng hoảng tháng 5 năm 1958, các lính dù Pháp từ quân đoàn Algérie đã đổ bộ lên Corse vào ngày 24 tháng 5, tiến hành một hành động không đổ máu trên đảo gọi là "Chiến dịch Corse."

## Địa lý
Corse được tạo thành thông qua các vụ phun trào núi lửa, và là hòn đảo có địa hình đồi núi nhất tại Địa Trung Hải.
Chiều dài lớn nhất của Corse là 183 kilômét (114 mi), chiều rộng lớn nhất là 83 kilômét (52 mi), với 1.000 kilômét (620 mi) bờ biển, trên 200 bãi biển. Monte Cinto là đỉnh cao nhất trên đảo với cao độ 2.706 mét (8.878 ft), ngoài ra, Corse còn có đảo 20 đỉnh khác cao trên 2.000 mét (6.600 ft). Đồi núi chiếm hai phần ba diện tích hòn đảo, tạo thành một dãy duy nhất. Rừng chiếm 20% diện tích đảo.
Xấp xỉ 3.500 km2 (1.400 dặm vuông Anh) trong tổng diện tích bề mặt 8.680 km2 (3.350 dặm vuông Anh) được dành cho khu dự trữ tự nhiên (Parc Naturel Régional de Corse), chủ yếu là trong nội địa. Corse có GR20, một trong những tuyến đường mòn đi bộ đáng chú ý nhất châu Âu.
Hòn đảo cách 90 kilômét (56 mi) từ vùng Toscana tại Ý và cách 170 kilômét (110 mi) từ vùng Côte d'Azur tại Pháp. Đảo tách biệt với Sardegna ở phía nam qua eo biển Bonifacio, có chiều rộng tối thiểu là 11 kilômét (6,8 mi).

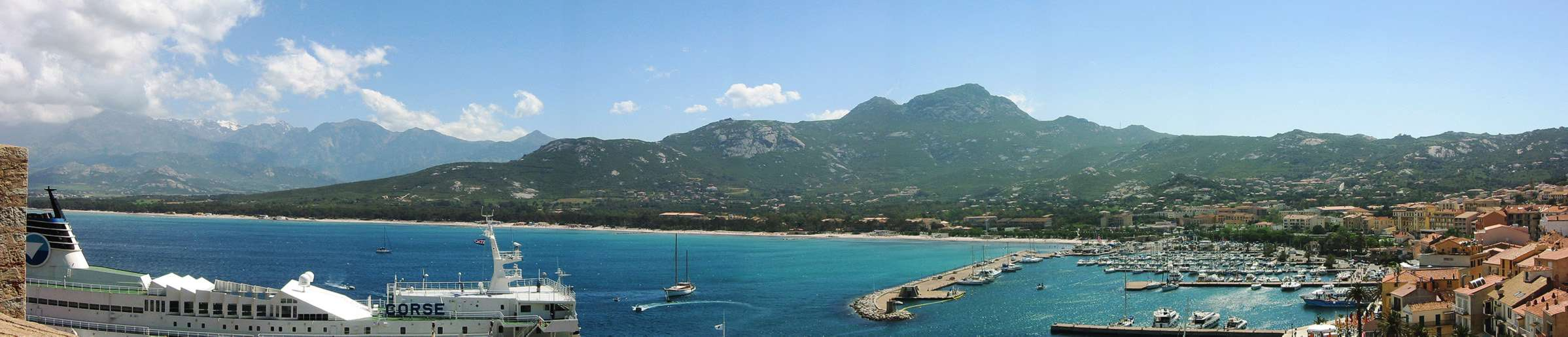
Vịnh Calvi: Corse là hòn đảo đồi núi nhất Địa Trung Hải.

### Các cộng đồng chính
Năm 2005, dân cư tại Corse sống trong xấp xỉ 360 xã.

### Khí hậu
| Dữ liệu khí hậu của Ajaccio (1981–2010)                  | Dữ liệu khí hậu của Ajaccio (1981–2010) | Dữ liệu khí hậu của Ajaccio (1981–2010) | Dữ liệu khí hậu của Ajaccio (1981–2010) | Dữ liệu khí hậu của Ajaccio (1981–2010) | Dữ liệu khí hậu của Ajaccio (1981–2010) | Dữ liệu khí hậu của Ajaccio (1981–2010) | Dữ liệu khí hậu của Ajaccio (1981–2010) | Dữ liệu khí hậu của Ajaccio (1981–2010) | Dữ liệu khí hậu của Ajaccio (1981–2010) | Dữ liệu khí hậu của Ajaccio (1981–2010) | Dữ liệu khí hậu của Ajaccio (1981–2010) | Dữ liệu khí hậu của Ajaccio (1981–2010) | Dữ liệu khí hậu của Ajaccio (1981–2010) |
| Tháng                                                    | 1                                       | 2                                       | 3                                       | 4                                       | 5                                       | 6                                       | 7                                       | 8                                       | 9                                       | 10                                      | 11                                      | 12                                      | Năm                                     |
| -------------------------------------------------------- | --------------------------------------- | --------------------------------------- | --------------------------------------- | --------------------------------------- | --------------------------------------- | --------------------------------------- | --------------------------------------- | --------------------------------------- | --------------------------------------- | --------------------------------------- | --------------------------------------- | --------------------------------------- | --------------------------------------- |
| Cao kỉ lục °C (°F)                                       | 22.4 (72.3)                             | 25.3 (77.5)                             | 29.6 (85.3)                             | 32.2 (90.0)                             | 34.6 (94.3)                             | 38.5 (101.3)                            | 40.3 (104.5)                            | 39.5 (103.1)                            | 40.0 (104.0)                            | 35.0 (95.0)                             | 29.4 (84.9)                             | 22.7 (72.9)                             | 40.3 (104.5)                            |
| Trung bình ngày tối đa °C (°F)                           | 13.7 (56.7)                             | 13.9 (57.0)                             | 15.5 (59.9)                             | 17.9 (64.2)                             | 21.7 (71.1)                             | 25.3 (77.5)                             | 28.4 (83.1)                             | 28.7 (83.7)                             | 25.9 (78.6)                             | 22.5 (72.5)                             | 17.9 (64.2)                             | 14.7 (58.5)                             | 20.5 (68.9)                             |
| Tối thiểu trung bình ngày °C (°F)                        | 4.2 (39.6)                              | 4.1 (39.4)                              | 5.6 (42.1)                              | 7.9 (46.2)                              | 11.6 (52.9)                             | 14.8 (58.6)                             | 17.3 (63.1)                             | 17.6 (63.7)                             | 15.1 (59.2)                             | 12.3 (54.1)                             | 8.4 (47.1)                              | 5.5 (41.9)                              | 10.4 (50.7)                             |
| Thấp kỉ lục °C (°F)                                      | −7.0 (19.4)                             | −8.1 (17.4)                             | −5.6 (21.9)                             | −1.7 (28.9)                             | 3.0 (37.4)                              | 6.8 (44.2)                              | 9.2 (48.6)                              | 9.1 (48.4)                              | 7.6 (45.7)                              | 1.6 (34.9)                              | −3.2 (26.2)                             | −4.9 (23.2)                             | −8.1 (17.4)                             |
| Lượng Giáng thủy trung bình mm (inches)                  | 56.7 (2.23)                             | 45.1 (1.78)                             | 49.1 (1.93)                             | 54.8 (2.16)                             | 44.0 (1.73)                             | 22.1 (0.87)                             | 6.7 (0.26)                              | 19.7 (0.78)                             | 51.5 (2.03)                             | 85.6 (3.37)                             | 103.9 (4.09)                            | 76.4 (3.01)                             | 615.6 (24.24)                           |
| Số ngày giáng thủy trung bình                            | 6.6                                     | 6.6                                     | 6.3                                     | 7.3                                     | 5.4                                     | 2.7                                     | 1.0                                     | 2.1                                     | 5.0                                     | 7.6                                     | 9.0                                     | 8.9                                     | 68.5                                    |
| Số ngày tuyết rơi trung bình                             | 0.8                                     | 0.6                                     | 0.3                                     | 0.0                                     | 0.0                                     | 0.0                                     | 0.0                                     | 0.0                                     | 0.0                                     | 0.0                                     | 0.1                                     | 0.3                                     | 2.2                                     |
| Độ ẩm tương đối trung bình (%)                           | 81                                      | 80                                      | 80                                      | 80                                      | 80                                      | 78                                      | 76                                      | 76                                      | 78                                      | 80                                      | 81                                      | 82                                      | 79.3                                    |
| Số giờ nắng trung bình tháng                             | 137.2                                   | 154.9                                   | 211.7                                   | 224.9                                   | 286.8                                   | 324.7                                   | 369.8                                   | 335.1                                   | 257.6                                   | 200.6                                   | 136.5                                   | 116.2                                   | 2.755,8                                 |
| Nguồn 1: Meteo France                                    |                                         |                                         |                                         |                                         |                                         |                                         |                                         |                                         |                                         |                                         |                                         |                                         |                                         |
| Nguồn 2: Infoclimat.fr (độ ẩm, ngày tuyết rơi 1961–1990) |                                         |                                         |                                         |                                         |                                         |                                         |                                         |                                         |                                         |                                         |                                         |                                         |                                         |

## Sinh thái

### Các đới theo độ cao
Hòn đảo được chia thành ba đới sinh thái lớn dựa theo độ cao. Dưới 600 mét (2.000 ft) là đới ven biển, với đặc điểm là có khí hậu Địa Trung Hải, mùa hè nóng và khô, còn mùa đông ôn hòa và ẩm ướt. Thảm thực vật tự nhiên là rừng, vùng rừng, và cây bụi Địa Trung Hải. Vùng đất thấp ven biển là một phần của vùng sinh thái rừng hỗn hợp và lá cứng Tyrrhenus-Adriatic, trong đó rừng và vùng rừng sồi thường xanh lá cứng chiếm ưu thế, chủ yếu là Quercus ilex và Quercus suber. Phần lớn các vùng đất thấp ven biển đã bị khai phá để phục vụ cho nông nghiệp, chăn thả gia súc và khai thác gỗ, khiến các khu rừng bị suy giảm đáng kể.
Có nhiều loài chim tại Corse và trong một số trưởng hợp, đảo là một phần trong giới hạn của loài. Ví dụ, các phân loài quạ đầu xám, Corvus cornix ssp cornix xuất hiện tại Corse, song không xuất hiện ở xa hơn về phía nam.
Từ 600 đến 1.800 mét (2.000 đến 5.900 ft) là đới sơn địa ôn đới. Khí hậu trên các ngọn núi mát hơn và ẩm ướt hơn, và tồn tại vùng sinh thái hỗn hợp và lá rộng vùng núi Corse, có các khu rừng đa dạng gồm sồi, thông, và các loài cây lá rộng rụng lá, với thảm thực vật đặc trưng giống như Bắc Âu. Dân cư trên đảo chủ yếu sống ở những nơi có độ cao dưới 900 mét (3.000 ft), chỉ có những người chăn cừu và đi bộ đường dài ở độ cao 600 đến 900 mét (2.000 đến 3.000 ft).
Từ 1.800 đến 2.700 mét (5.900 đến 8.900 ft) là đới núi cao. Thảm thực vật thưa thớt. Mặc dù nằm ở phương Nam, đỉnh cao nhất bị tuyết bao phủ với các sông băng nhỏ. Vùng này không có dân cư.

### Parc Naturel Régional de Corse
Hòn đảo có một vườn quốc gia (Parc Naturel Régional de Corse, Parcu di Corsica), nhằm bảo vệ các loài động thực vật quý hiếm. Vườn được thành lập vào năm 1972 và bao gồm Golfe de Porto, Khu bảo tồn thiên nhiên Scandola (một Di sản thế giới của UNESCO), và một số ngọn núi cao nhất hòn đảo. Scandola không thể tiếp cận nếu chỉ đi bộ, mọi người cần phải đi thuyền từ làng Galéria và Porto (Ota). Hai phân loài có nguy cơ tuyệt chủng thuộc nhóm động vật có móng, cừu rừng (Ovis aries musimon) và hươu đỏ Corse (Cervus elaphus corsicanus) sống trong vườn quốc gia. Hươu đỏ Corse được đưa vào lại thiên nhiên sau khi nó bị tuyệt chủng tại đảo do săn bắn quá mức. Phân loài hươu này cũng có tại Sardegna. Corse cũng có một số loài đặc hữu khác, đặc biệt là tại các vùng núi cao, như Trèo cây Corse (Sitta whiteheadi), kỳ giông đỏ Corse (Salamandra corsica) và sa giông suối Corse (Euproctus montanus) và nhiều phân loài thực vật.

### Các động vật tuyệt chủng
Corse, giống như tất cả các đảo Địa Trung Hải khác, là nơi sinh sống của các loài động vật bản địa trong thế Canh Tân, một số là loài đặc hữu của đảo và một số là của đảo và Sardegna (do Sardegna được nối liền với Corse trong phần lớn thế Canh Tân). Sau khi con người phát triển trong thời kỳ đồ đá giữa, những loài động vật này bắt đầu biến mất, một phần bị tuyệt chủng, và một phần khác chỉ biến mất tại Corse. Tuy nhiên, hiện nay người ta đã biết rằng nhiều loài đã tồn tại được qua thời kỳ đồ đá giữa, và nhiều loài đã được ghi lại trong các tư liệu lịch sử.
Các loài bị tuyệt chủng là Cynotherium sardous, Megaloceros cazioti, Soriculus corsicanus, Prolagus sardus, Bubo insularis và Athene angelis. Các loài chim bị ảnh hưởng đặc biệt nặng nề. Một số loài đã bị tiệt trừ khỏi các vùng lân cận là Đại bàng đuôi trắng và Đại bàng đầu nâu.

## Nhân khẩu
Phần lớn những người nhập cư đến Corse đến từ vùng Maghreb, đặc biệt là người Marocs (41,9%) song cũng bao gồm người Ý (18,7%) và người Bồ Đào Nha (12,3%).
Corse là một trong vài vùng của Pháp vẫn còn duy trì được ngôn ngữ địa phương trong cuộc sống hàng ngày, đó là tiếng Corse, là ngôn ngữ có liên hệ gần gũi hơn với tiếng Ý hơn tiếng Pháp. Tuy nhiên, do bị Pháp sáp nhập từ thế kỷ 18, tiếng Pháp là ngôn ngữ chiếm ưu thế trong truyền thông và thương mại, và theo ước tính thì chỉ 10% dân cư Corse còn có thể nói được tiếng Corse như tiếng mẹ đẻ, và chỉ 50% thành tạo phần nào tiếng Corse.

## Kinh tế
Corse là khu vực phát triển kinh tế kém nhất tại Mẫu quốc Pháp. Du lịch đóng một vai trò lớn trong nền kinh tế Corse. Khí hậu, đồi núi và đường bờ biển của đảo đã khiến nó trở thành một địa điểm nổi tiếng đối với các du khách. Hòn đảo không có mức độ phát triển cao như những nơi khác tại Địa Trung Hải và do đó chủ yếu vẫn còn nguyên vẹn. Du lịch đặc biệt tập trung tại khu vực quanh Porto-Vecchio và Bonifacio ở phía nam hòn đảo và Calvi ở phía tây bắc.
Năm 1584, thống đốc người Genova đã ra lệnh rằng tất cả các nông dân và địa chủ phải trồng bốn loại cây mỗi năm; một cây hạt dẻ, ô liu, sung, và dâu tằm. Nhiều cộng đồng vẫn duy trì các khu rừng hạt dẻ trước đây. Bánh mì hạt dẻ giữ được tới ba tuần. Corse sản xuất pho mát, rượu vang, xúc xích, và mật ong để bán ở đại lục Pháp và để xuất khẩu. Mật ong Corse được chứng nhận nguồn gốc xuất xứ (Appellation d'origine contrôlée) bởi Viện Nguồn gốc và Chất lượng Quốc gia Pháp (Institut National des Appellations d'Origine – INAO).

## Giao thông
Corse có 232 km (144 mi) đường sắt khổ hẹp. tuyến đường sắt chính chạy giữa Bastia và Ajaccio và có một tuyến nhánh từ Ponte-Leccia đến Calvi. Các tuyến đường do Chemins de fer de Corse (CFC) quản lý.
Cũng có một tuyến đường sát thứ ba chạy dọc theo bờ biển phía đông, song nay không còn được sử dụng do bị phá hoại nghiêm trọng trong Thế chiến II. Mặc dù có một số thảo luận song vẫn chưa có hành động khôi phục lại nó.